# 聖奧斯特爾和紐基 (英國國會選區)
聖奧斯特爾和紐基（英語：St Austell and Newquay），英國國會一郡選區，包括英格蘭西南部康沃爾郡中部，包括昔日里斯托默爾大部分地區。
本區創設於2010年。在2010年大選中，自民黨的史提芬·吉爾伯特以42.7%選票勝出。